# علیرضا نقوی
سید علیرضا نقوی (۱۹۳۳–۲۰۱۷) پژوهشگر پاکستانی بود. او برای نگارش کتاب تذکره‌نویسی فارسی در هند و پاکستان در سال ۱۳۴۳ برندهٔ جایزه سلطنتی کتاب سال شد.